# Henrik Sundblad
Henrik Gabriel Alexander Sundblad, (Närpes (Ostrobòtnia), 4 de març, 1880 - Porvoo (Uusimaa), 28 d'agost, 1947), va ser un compositor finlandès, pare de Heidi Sundblad-Halme.
Sundblad va ser cantor-organista a l'Assemblea Nacional Sueca de Porvoo des de 1912. Com a compositor, va aparèixer principalment en el camp de la música espiritual, incloent cantates, himnes, himnes i obres d'orgue, però també va compondre obres musicals profanes, com ara corals. , cançons solistes i duets. Va organitzar música popular d'Ostrobotnia per a diversos conjunts instrumentals i cors.